# Изоморфизам (математика)
Изоморфизам у математици представља бијективно и инвертибилно пресликавање две математичке структуре истог типа из једне у другу, који се може обрнути инверзним пресликавањем. Две математичке структуре су изоморфне ако између њих постоји изоморфизам. Реч изоморфизам је изведена из старогрчког: ἴσος isos „једнак“, а μορφή morphe „форма“ или „облик“.
Интерес за изоморфизме лежи у чињеници да два изоморфна објекта имају иста својства (искључујући даље информације као што су додатна структура или називи објеката). Стога се изоморфне структуре не могу разликовати само са становишта структуре и могу се идентификовати. У математичком жаргону се каже да су два објекта иста до изоморфизма.
Аутоморфизам је изоморфизам структуре према себи. Изоморфизам између две структуре је канонски изоморфизам (канонска мапа која је изоморфизам) ако постоји само један изоморфизам између две структуре (као што је случај за решења универзалног својства), или ако је изоморфизам много природнији (у неком смислу) од других изоморфизама. На пример, за сваки прост број p, сва поља са p елементима су канонски изоморфна, са јединственим изоморфизмом. Теореме изоморфизма дају канонске изоморфизме који нису јединствени.
Термин изоморфизам се углавном користи за алгебарске структуре. У овом случају, пресликавања се називају хомоморфизми, а хомоморфизам је изоморфизам ако и само ако је бијективан.
У различитим областима математике, изоморфизми су добили специјализована имена, у зависности од врсте структуре која се разматра. На пример:
- Изометрија је изоморфизам метричких простора.[6]
- Хомеоморфизам је изоморфизам тополошких простора.
- Дифеоморфизам је изоморфизам простора опремљених диференцијалном структуром, типично диференцибилним многострукостима.
- Пермутација је аутоморфизам скупа.
- У геометрији се изоморфизми и аутоморфизми често називају трансформацијама, на пример круте трансформације, афине трансформације, пројективне трансформације.affine transformation

Теорија категорија, која се може посматрати као формализација концепта пресликавања између структура, пружа језик који се може користити за обједињавање приступа овим различитим аспектима основне идеје.

## Особине
Пресликавање {\displaystyle f} из једне структуре у другу се назива изоморфизмом када је:
- {\displaystyle f} бијективно
- {\displaystyle f} хомоморфизам
- Инверзна функција {\displaystyle f^{-1}} хомоморфизам

Ако постоји изоморфизам између две структуре, онда се за њих каже да су изоморфне. Ово се, рецимо за структуре {\displaystyle X} и {\displaystyle Y} означава са {\displaystyle X\cong Y}.

## Практичан пример
Следе примери изоморфизама из обичне алгебре.
Посматрајмо логаритамску функцију: За сваку фиксирану базу {\displaystyle b}, логаритам {\displaystyle \log _{b}} пресликава позитивне реалне бројеве {\displaystyle \mathbb {R} ^{+}} у реалне бројеве {\displaystyle \mathbb {R} }; формално:
{\displaystyle \log _{b}:\mathbb {R} ^{+}\mapsto \mathbb {R} \!}
Ово пресликавање је један-један и на, тј, оно је бијекција са домена у кодомен логаритамске функције.
Осим што је изоморфизам скупова, логаритамска функција такође чува одређене операције. На пример, посматрајмо групу {\displaystyle (\mathbb {R} ^{+},\times )} позитивних реалних бројева у односу на обично множење. За логаритамску функцију важи следећи идентитет:
{\displaystyle \log _{b}(x\times y)=\log _{b}(x)+\log _{b}(y)\!}
Али реални бројеви у односу на сабирање су такође група. Тако да је логаритамска функција у ствари изоморфизам групе из групе {\displaystyle (\mathbb {R} ^{+},\times )} у групу {\displaystyle (\mathbb {R} ,+)}.

Логаритми се стога могу користити да поједноставе множење реалних бројева. Помоћу логаритама, множење позитивних реалних бројева се замењује сабирањем логаритама.

Посматрајмо групу {\displaystyle \mathbb {Z} /6\mathbb {Z} } бројева од 0 до 5 у односу на сабирање по модулу 6. Такође посматрајмо групу {\displaystyle \mathbb {Z} /2\mathbb {Z} \times \mathbb {Z} /3\mathbb {Z} }, уређених парова где {\displaystyle x} координате могу бити 0 или 1, а {\displaystyle y} координате могу бити 0, 1, или 2, а сабирање {\displaystyle x}-координате је по модулу 2 а сабирање {\displaystyle y}-координате је по модулу 3.

Ове структуре су изоморфне у односу на сабирање, ако се идентификују коришћењем следеће схеме:
{\displaystyle (0,0)\mapsto 0}
{\displaystyle (1,1)\mapsto 1}
{\displaystyle (0,2)\mapsto 2}
{\displaystyle (1,0)\mapsto 3}
{\displaystyle (0,1)\mapsto 4}
{\displaystyle (1,2)\mapsto 5}
или уопштено {\displaystyle (a,b)\rightarrow (3a+4b){\bmod {6}}}.
На пример, {\displaystyle (1,1)+(1,0)=(0,1)} што се пресликава у други систем као {\displaystyle 1+3=4}.
Чак иако ова два скупа изгледају различито, он су у ствари изоморфни. Општије, директан производ две цикличне групе {\displaystyle \mathbb {Z} /n\mathbb {Z} } и {\displaystyle \mathbb {Z} /m\mathbb {Z} } је цикличан ако и само ако су {\displaystyle n} и {\displaystyle m} узајамно прости.

## Апликације
У алгебри, изоморфизми су дефинисани за све алгебарске структуре. Неки се конкретније проучавају; на пример:
- Линеарни изоморфизми између векторских простора; они су специфицирани инверзибилним матрицама.
- Групни изоморфизми између група; класификација класа изоморфизма коначних група је отворен проблем.
- Изоморфизам прстена између прстенова.
- Изоморфизми поља су исти као изоморфизми прстена између поља; њихово проучавање, и тачније проучавање аутоморфизама поља је важан део Галове теорије.

Баш као што аутоморфизми алгебарске структуре чине групу, изоморфизми између две алгебре које деле заједничку структуру формирају гомилу. Допуштање одређеном изоморфизму да идентификује две структуре претвара ову гомилу у групу.
У математичкој анализи, Лапласова трансформација је изоморфизам који пресликава тешке диференцијалне једначине у лакше алгебарске једначине.
У теорији графова, изоморфизам између два графа G и H је бијективна мапа f од врхова G до врхова H која чува „структуру ивице“ у смислу да постоји ивица од темена u до темена v у G ако и само ако постоји ивица од {\displaystyle f(u)} до {\displaystyle f(v)} у H. Види изоморфизам графа.
У математичкој анализи, изоморфизам између два Хилбертова простора је сабирање који чува бијекцију, скаларно множење и унутрашњи производ.
У раним теоријама логичког атомизма, Бертранд Расел и Лудвиг Витгенштајн су теоретисали да је формални однос између чињеница и истинитих тврдњи изоморфан. Пример оваквог начина размишљања може се наћи у Раселовом Уводу у математичку филозофију.
У кибернетици, добар регулатор или Конант-Ешбијева теорема наводи да „Сваки добар регулатор система мора бити модел тог система“. Било да се регулише или саморегулише, потребан је изоморфизам између регулатора и делова система за обраду.